# Championnat de Bolivie de football 1998
Navigation
Saison précédente Saison suivante
La saison 1998 du Championnat de Bolivie de football est la vingt-quatrième édition du championnat de première division en Bolivie. Le championnat est scindé en deux tournois saisonniers dont les deux vainqueurs s'affrontent en finale pour le titre national.
C'est Club Blooming qui remporte la compétition cette saison après avoir battu Jorge Wilstermann Cochabamba en finale nationale. C'est le deuxième titre de champion de Bolivie de l'histoire du club après celui gagné en 1984.

## Qualifications continentales
Le club vainqueur du championnat se qualifie pour la prochaine édition de la Copa Libertadores accompagné par le club battu en finale nationale. De plus, le vainqueur du tournoi Ouverture se qualifie pour la Copa CONMEBOL 1998.

## Les clubs participants
| - Jorge Wilstermann Cochabamba - San José Oruro - Oriente Petrolero - Bolivar La Paz - Club Blooming - Destroyers Santa Cruz | - Real Santa Cruz - Real Potosi - Promu de Primera B - Chaco Petrolero - The Strongest La Paz - Club Independiente Petrolero - Club Deportivo Guabirá |

## Compétition
Le barème utilisé pour établir l'ensemble des classements est le suivant :
- Victoire : 3 points
- Match nul : 1 point
- Défaite : 0 point

### Tournoi Ouverture
| Rang | Équipe                       | Pts | J  | G  | N | P  | Bp | Bc | Diff |
| ---- | ---------------------------- | --- | -- | -- | - | -- | -- | -- | ---- |
| 1    | Jorge Wilstermann Cochabamba | 45  | 22 | 13 | 6 | 3  | 28 | 11 | +17  |
| 2    | The Strongest La Paz         | 43  | 22 | 13 | 4 | 5  | 50 | 24 | +26  |
| 3    | Club Blooming                | 37  | 22 | 11 | 4 | 7  | 36 | 32 | +4   |
| 4    | San José Oruro               | 33  | 22 | 9  | 7 | 6  | 27 | 26 | +1   |
| 5    | Oriente Petrolero            | 34  | 22 | 10 | 4 | 8  | 32 | 33 | -1   |
| 6    | Club Deportivo Guabirá       | 33  | 22 | 9  | 6 | 7  | 30 | 34 | -4   |
| 7    | Club Independiente Petrolero | 32  | 22 | 9  | 5 | 8  | 29 | 20 | +9   |
| 8    | Real PotosíP                 | 29  | 22 | 8  | 5 | 9  | 34 | 38 | -4   |
| 9    | Bolívar La PazT              | 28  | 22 | 8  | 4 | 10 | 30 | 29 | +1   |
| 10   | Real Santa Cruz              | 21  | 22 | 5  | 6 | 11 | 18 | 30 | -12  |
| 11   | Destroyers Santa Cruz        | 19  | 22 | 5  | 4 | 13 | 23 | 38 | -15  |
| 12   | Chaco Petrolero              | 12  | 22 | 3  | 3 | 16 | 21 | 45 | -24  |

### Tournoi de clôture

#### Première phase
| Rang | Équipe               | Pts | J  | G | N | P | Bp | Bc | Diff |
| ---- | -------------------- | --- | -- | - | - | - | -- | -- | ---- |
| 1    | Real Santa Cruz      | 18  | 12 | 5 | 3 | 4 | 20 | 13 | +7   |
| 2    | Real PotosíP         | 18  | 12 | 5 | 3 | 4 | 20 | 23 | -3   |
| 3    | San José Oruro       | 17  | 12 | 5 | 2 | 5 | 23 | 20 | +3   |
| 4    | Oriente Petrolero    | 16  | 12 | 4 | 4 | 4 | 19 | 18 | +1   |
| 5    | The Strongest La Paz | 14  | 12 | 4 | 2 | 6 | 23 | 24 | -1   |
| 6    | Chaco Petrolero      | 11  | 12 | 3 | 2 | 7 | 18 | 31 | -13  |

| Rang | Équipe                       | Pts | J  | G | N | P | Bp | Bc | Diff |
| ---- | ---------------------------- | --- | -- | - | - | - | -- | -- | ---- |
| 1    | Club Blooming                | 26  | 12 | 7 | 5 | 0 | 24 | 10 | +14  |
| 2    | Club Independiente Petrolero | 22  | 12 | 6 | 4 | 2 | 23 | 8  | +15  |
| 3    | Jorge Wilstermann Cochabamba | 20  | 12 | 6 | 2 | 4 | 16 | 15 | +1   |
| 4    | Bolívar La Paz               | 16  | 12 | 5 | 1 | 6 | 21 | 24 | -3   |
| 5    | Destroyers Santa Cruz        | 11  | 12 | 3 | 2 | 7 | 18 | 31 | -13  |
| 6    | Club Deportivo Guabirá       | 10  | 12 | 2 | 4 | 6 | 16 | 24 | -8   |

#### Phase finale
| Rang | Équipe                       | Pts | J  | G | N | P | Bp | Bc | Diff |
| ---- | ---------------------------- | --- | -- | - | - | - | -- | -- | ---- |
| 1    | Club Blooming                | 23  | 10 | 7 | 2 | 1 | 16 | 7  | +9   |
| 2    | Jorge Wilstermann Cochabamba | 19  | 10 | 6 | 1 | 3 | 19 | 13 | +6   |
| 3    | San José Oruro               | 14  | 10 | 4 | 2 | 4 | 16 | 13 | +3   |
| 4    | Club Independiente Petrolero | 13  | 10 | 4 | 1 | 5 | 13 | 13 | 0    |
| 5    | Real PotosíP                 | 11  | 10 | 3 | 2 | 5 | 20 | 20 | 0    |
| 6    | Real Santa Cruz              | 5   | 10 | 1 | 2 | 7 | 6  | 24 | -18  |

### Finale du championnat
| Équipe 1      | Résultat | Équipe 2                     | Aller | retour |
| ------------- | -------- | ---------------------------- | ----- | ------ |
| Club Blooming | 4 - 0    | Jorge Wilstermann Cochabamba | 3 - 0 | 1 - 0  |

### Relégation
Un classement sur l'ensemble des deux phases régulières de la saison est réalisé. Le dernier est directement relégué, l'avant-dernier doit disputer un barrage de promotion-relégation face au deuxième du Torneo Simon Bolivar, la deuxième division bolivienne.
| Rang | Équipe                       | Pts | J  | G  | N  | P  | Bp | Bc | Diff |
| ---- | ---------------------------- | --- | -- | -- | -- | -- | -- | -- | ---- |
| 1    | Jorge Wilstermann Cochabamba | 65  | 34 | 19 | 8  | 7  | 44 | 26 | +18  |
| 2    | Club Blooming                | 63  | 34 | 18 | 9  | 7  | 60 | 42 | +18  |
| 3    | The Strongest La Paz         | 57  | 34 | 17 | 6  | 11 | 73 | 48 | +25  |
| 4    | Club Independiente Petrolero | 54  | 34 | 15 | 9  | 10 | 52 | 28 | +24  |
| 5    | San José Oruro               | 51  | 34 | 14 | 9  | 11 | 52 | 46 | +6   |
| 6    | Oriente Petrolero            | 50  | 34 | 14 | 8  | 12 | 51 | 51 | 0    |
| 7    | Real Potosí                  | 47  | 34 | 13 | 8  | 13 | 54 | 61 | -7   |
| 8    | Bolívar La Paz               | 44  | 34 | 13 | 5  | 16 | 51 | 53 | -2   |
| 9    | Club Deportivo Guabirá       | 43  | 34 | 11 | 10 | 13 | 46 | 58 | -12  |
| 10   | Real Santa Cruz              | 39  | 34 | 10 | 9  | 15 | 38 | 43 | -5   |
| 11   | Destroyers Santa Cruz        | 30  | 34 | 8  | 6  | 20 | 41 | 69 | -28  |
| 12   | Chaco Petrolero              | 23  | 34 | 6  | 5  | 23 | 39 | 76 | -37  |

#### Barrage de promotion-relégation
| Équipe 1              | Résultat | Équipe 2                   | Aller | retour |
| --------------------- | -------- | -------------------------- | ----- | ------ |
| Atlético Pompeya (D2) | 1 - 4    | (D1) Destroyers Santa Cruz | 1 - 0 | 0 - 4  |

## Bilan de la saison
| Championnat de Bolivie de football 1998 |                              |
| Champion                                | Club Blooming (2e titre)     |
| Qualifications continentales            |                              |
| Copa Libertadores 1999                  | Club Blooming                |
| Copa Libertadores 1999                  | Jorge Wilstermann Cochabamba |
| Copa CONMEBOL 1998                      | Jorge Wilstermann Cochabamba |
| Promotions et relégations               |                              |
| Promus en Primera A                     | Unión Tarija                 |
| Relégués en Torneo Simon Bolívar        | Chaco Petrolero              |